# Waldo parasiticus
Waldo parasiticus is een tweekleppigensoort uit de familie van de Lasaeidae. De wetenschappelijke naam van de soort is voor het eerst geldig gepubliceerd in 1876 door Dall.